# Монагенг, Санджи Ммазеноно
Санджи Ммазеноно Монагенг (англ. и тсвана Sanji Mmasenono Monageng; род. 9 августа 1950 в Серове, Ботсвана) — ботсванский юрист, судья Международного уголовного суда (2009—2018).
Родилась в 1950 году в Серове, Ботсвана. В 1987 году окончила Ботсванский университет, получив степень бакалавра права. Профессиональную карьеру она начала в 1987 году в качестве магистрата в Министерстве юстиции Республики Ботсваны. в 2003 году была избрана членом Африканской комиссии по правам человека и народов, одного из органов Африканского союза.
В рамках сотрудничества среди стран Содружества в 2006—2008 годах исполняла обязанности судьи Высокого суда Гамбии, а в 2008—2009 годах — судьи Высокого суда Королевства Свазиленд, где рассматривала уголовные и гражданские дела, а также дела, связанные с решением конституционных вопросов.
В январе 2009 года она была избрана судьей Международного уголовного суда в Гааге сроком на девять лет, полномочия судьи закончились в 2018 году.
В рамках работы председателем 1-й палаты предварительного производства МУС, выносила решение по делу Муаммара Каддафи и его сына Саиф аль-Ислама.